# Pinus pinea
Il pino domestico (Pīnŭs pīnea L., 1753) è un albero della famiglia delle Pinacee, diffuso nel bacino del Mediterraneo, specialmente sulle coste settentrionali, in particolare lungo le coste italiane, dove forma vasti boschi (pinete). Questo albero è stato insignito dell'Award of Garden Merit da parte della Royal Horticultural Society.

## Descrizione

### Portamento
Arboreo; alto fino a 25 metri, solitamente 12–20 m. Ha un portamento caratteristico, con un tronco corto e una grande chioma espansa a globo, che col tempo diventa sempre più simile a un ombrello.
Il fusto può esser rettilineo o lievemente curvo, il più delle volte si biforca a varie altezze in rami secondari, determinando anche così la dimensione del fusto alla base: maggiori biforcazioni corrispondono, solitamente, a una base più ampia. Spesso, infatti, potature massicce corrispondono a tronchi estremamente sottili e snelli, flessibili ai venti ma incapaci di resistere a carichi pesanti, come la neve.

### Ritidoma
Il ritidoma è spesso, marrone-rossiccio, fessurato in placche verticali.

### Foglie
Sono costituite da aghi, flessibili e di consistenza coriacea per la cuticola spessa, in coppie e sono lunghi da 10 a 20 cm (eccezionalmente 30 cm).

### Sporofilli
Le gimnosperme tutte, e così il Pino domestico, non producono fiori, ma sporofilli. Il Pino domestico vede maturare gli sporofilli tra aprile e maggio.
- Macrosporofilli: sono rossi, e crescono all'estremità dei nuovi germogli.
- Microsporofilli: sono giallo-arancione, più evidenti di quelli femminili, posti alla base del germoglio.

### Strobili
Gli strobili, anche detti pigne, sono lunghi 8–15 cm, ovoidali e grandi. Impiegano 36 mesi per maturare, più di qualsiasi altro pino. Si aprono a maturità per far uscire i semi. Questi ultimi, i pinoli (chiamati in inglese pine nuts e in spagnolo piñones), sono grandi, lunghi 2 cm, di color marrone chiaro con un guscio coperto da una guaina scura che si gratta con facilità e hanno una rudimentale aletta di 5 mm che va via facilmente. Il vento non ha effetto per trasportare i semi, che vengono dispersi dagli animali, tipicamente dagli uccelli, ma oggi perlopiù dall'uomo.

## Malattie
La produzione dei pinoli sta subendo un crollo drammatico a partire dal 2005-06 in tutta Italia. Ciò viene attribuito principalmente all'insetto Leptoglossus occidentalis, che si nutre degli strobili (pigne) in fase di maturazione, provocandone l'aborto (le pigne non maturano, oppure mancano i pinoli, oppure sono vuoti). 
Altre probabili cause sono la monocoltura, l'acidificazione del suolo, i mancati diradamenti e potature nei tempi giusti, le ripetute e prolungate siccità estive, e più in generale il cambiamento climatico. 
I germogli di questa pianta sono molto sensibili, nei primi giorni di vita, ai ristagni d'acqua che ne provocano facilmente attacchi fungini alla base. Se i germogli nelle prime settimane di vita vengono toccati a mani nude, nella quasi totalità dei casi si disidratano e poi muoiono.
Queste piante oltre che essere colpite dal cancro resinoso possono essere attaccate dalla Toumeyella parvicornis, insetto che vive esclusivamente sui pini. I maschi adulti, alati, sembrano piccole mosche; le femmine possono depositare sino a 500 uova. La melata prodotta dalla cocciniglia dona quell'aspetto lucido del tronco e un colore nerastro. 
La pianta è destinata al deperimento se non si interviene. 
Anche la visione degli aghi del pino manifesta lo stato di salute della pianta: la comparsa di bande trasversali di colore rosso vivo prodotte dalla tossina del fungo dothistroma septosporum causa il deperimento e la caduta degli aghi. 
Anche le bande rosse con macchie possono variare a seconda della specie di pino. 
Vi sono anche insetti  fitomizi (es. Haematoloma dorsale) che causano la comparsa sugli aghi di tipiche bande trasversali decolorate con macchie rosse al centro. Gli aghi più vecchi dissecano e poi cadono.

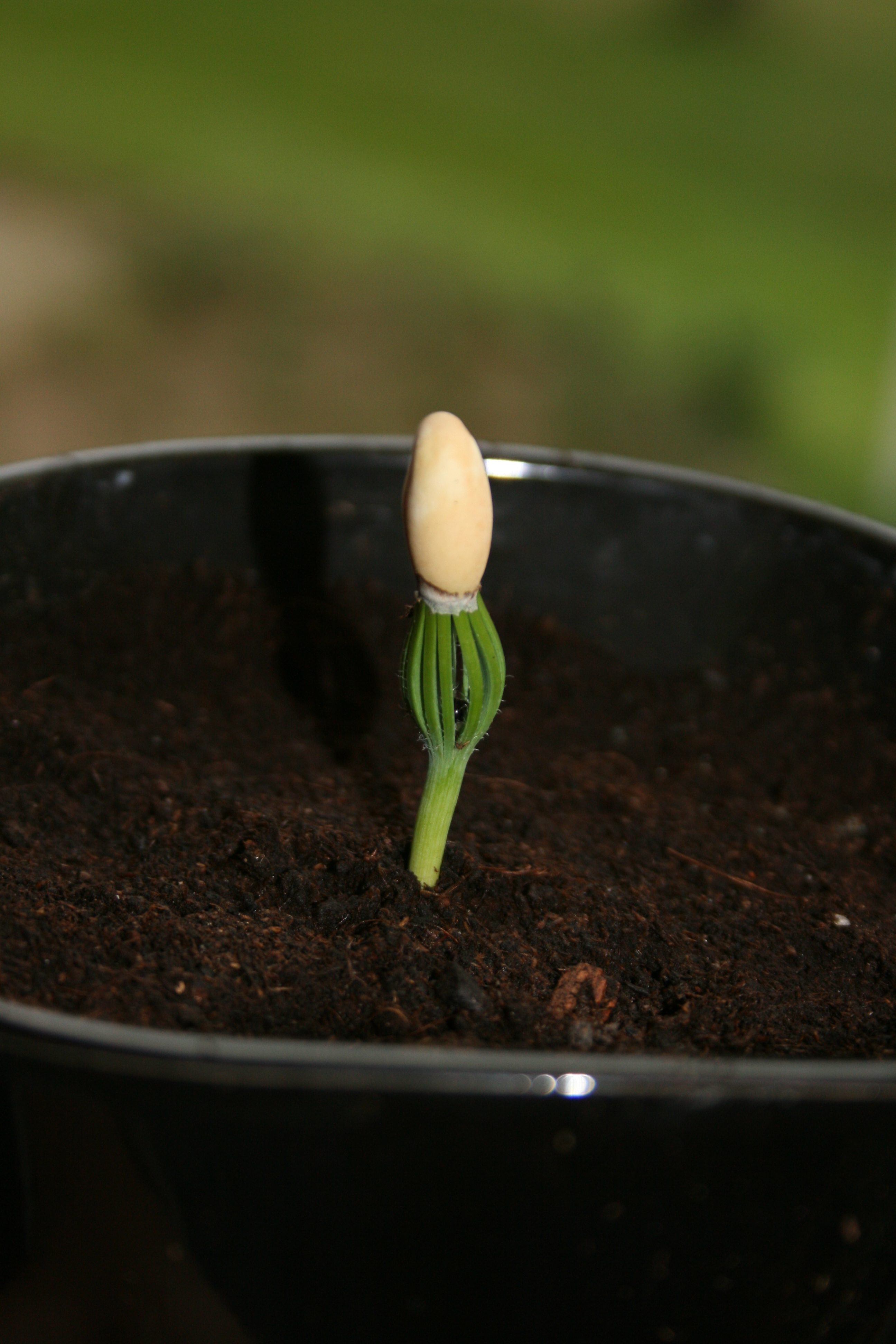
Piantina
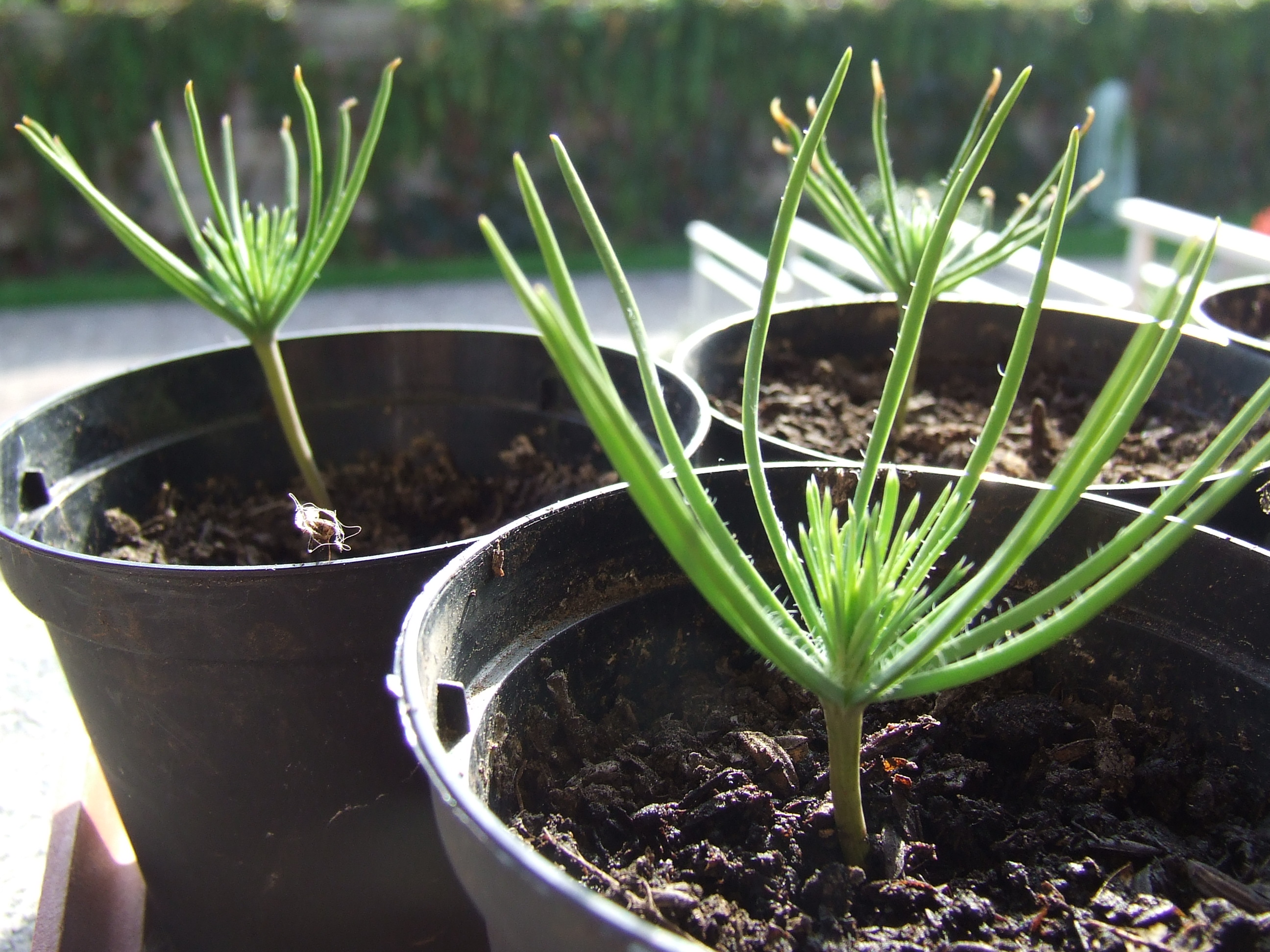
Giovani esemplari di oltre un mese di età (altezza 6 cm)
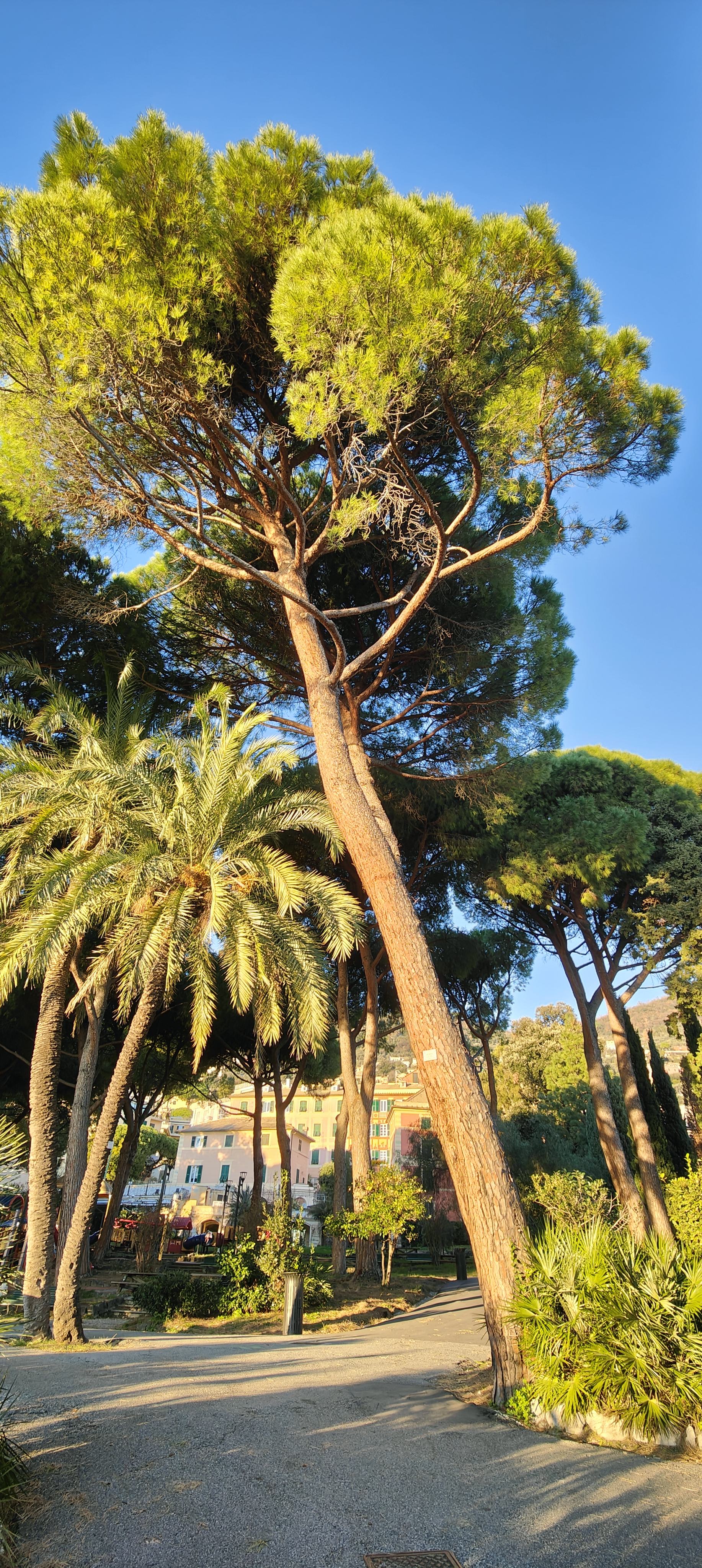
Pinus Pinea a Genova Nervi
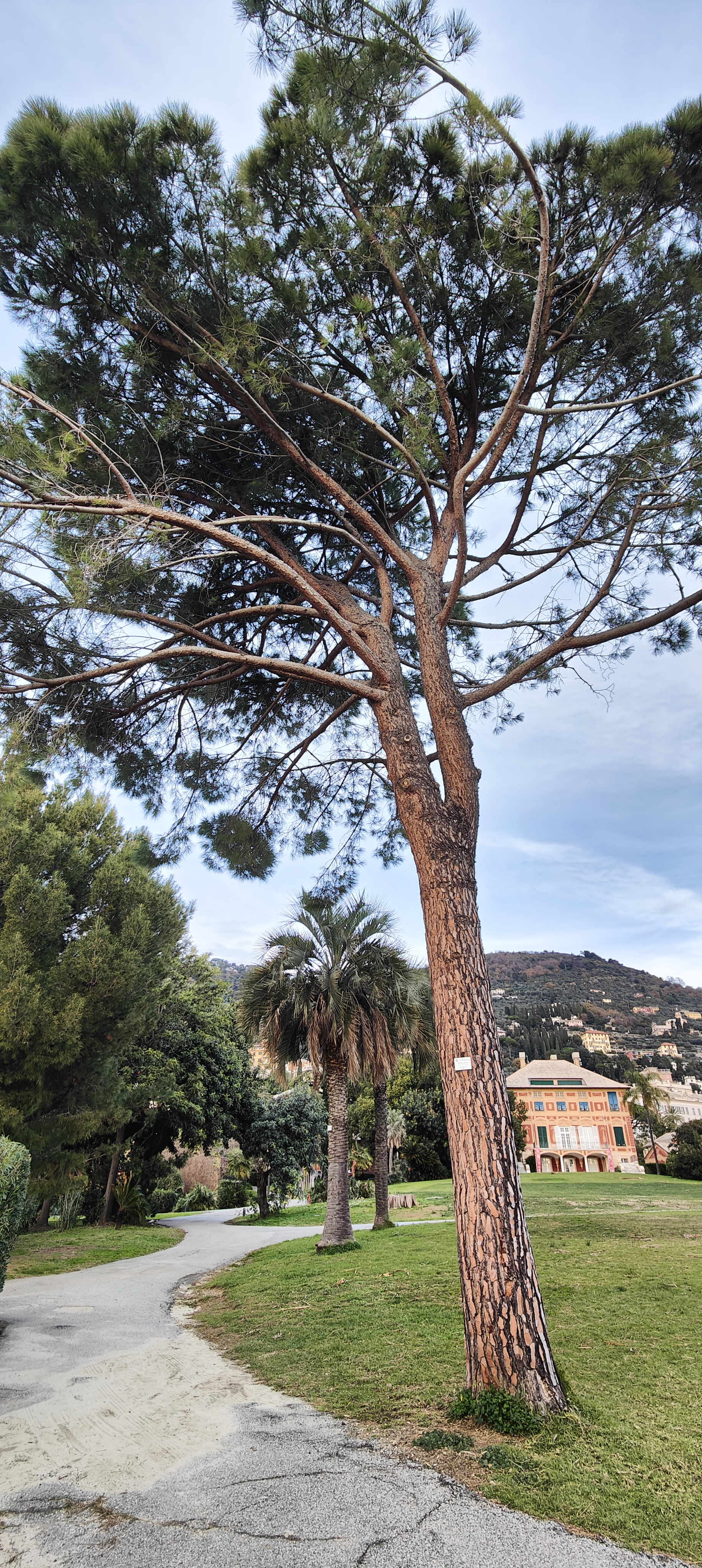
Esemplare adulto davanti alla nerviese Villa Grimaldi Fassio
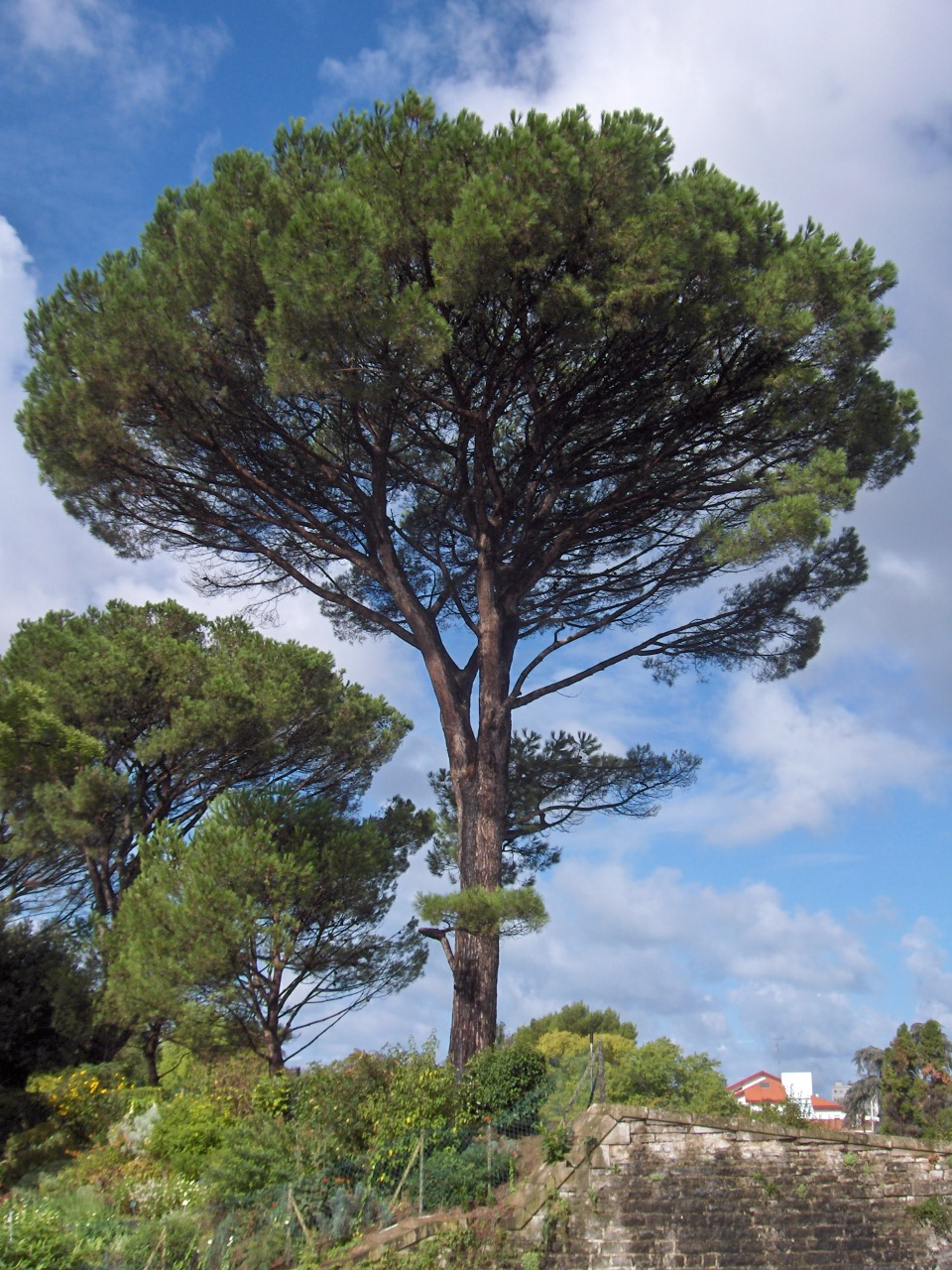
Pianta adulta
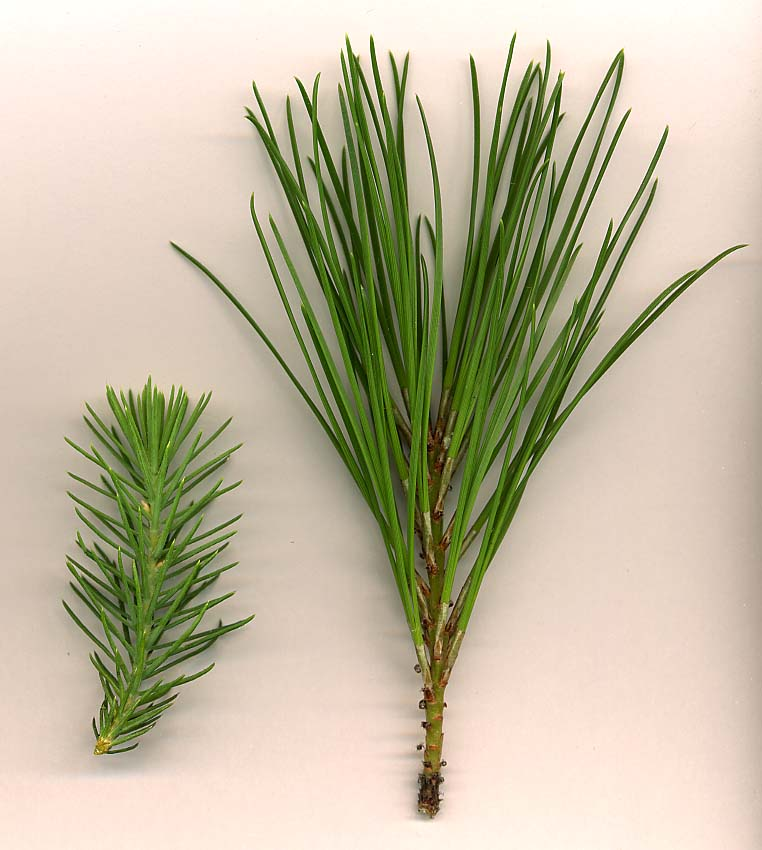
Fogliame giovanile e adulto
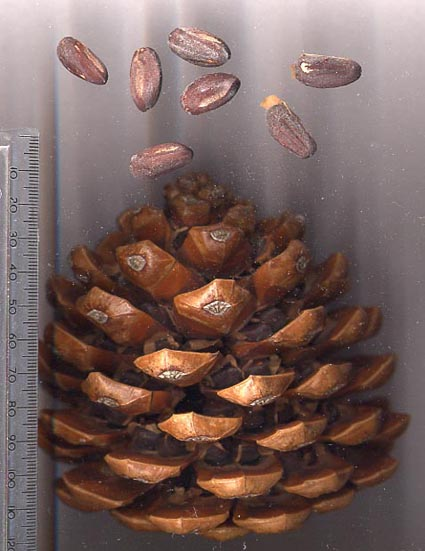
Strobilo con semi
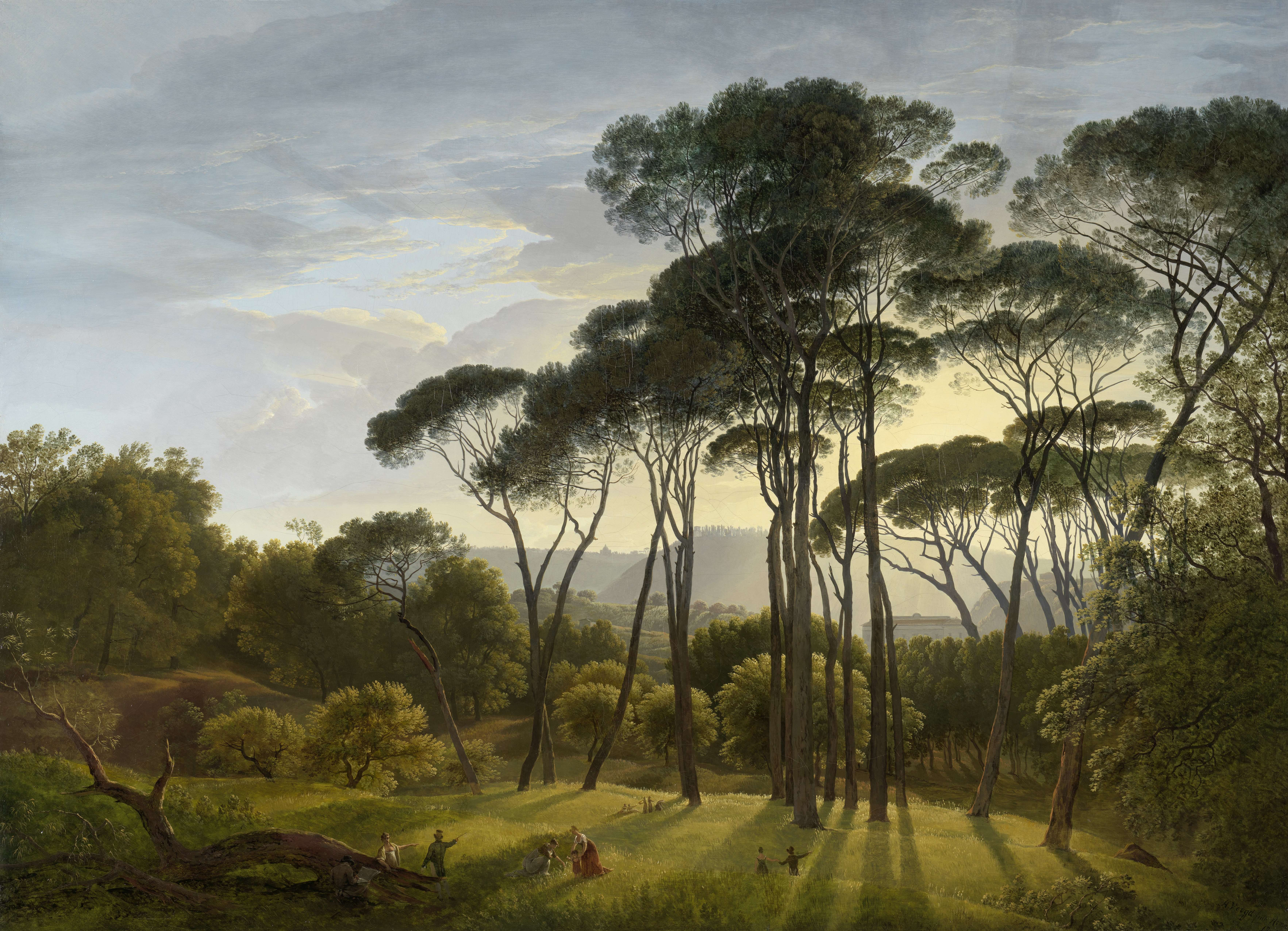
Paesaggio italiano con pini domestici di Hendrik Voogd (1807)

## Distribuzione e habitat
Vive nelle zone costiere mediterranee; l'areale originario si trovava probabilmente in Corsica e Sardegna, ma è stato coltivato da quasi 6000 anni per i semi che sono anche diventati merce di scambio. Forma boschi litoranei dette pinete, dove vive in associazione con altre piante della macchia mediterranea. Predilige terreni rocciosi vulcanici a reazione acida, anche scogliere in zone litoranee o interne. Diffuso in terreni vulcanici planiziari e collinari profondi (terreni pozzolanici a Roma e Napoli), ricchi e ben drenanti dove ha un tasso di crescita molto elevato. Non si adatta bene in zone troppo umide e con terreni argillosi e pesanti (rischio di clorosi ferrica e crescita stentata) dove l'apparato radicale non si adatta sufficientemente ed è più soggetto a cadute in seguito a venti forti. Seppur resistente ai geli la sua struttura e il legno tenero dei rami non permettono a questa specie di sorreggere carichi nevosi sulla chioma con rischio di rotture di rami o, nei casi più gravi, con la caduta dell'albero stesso.
In Italia è coltivato ovunque, ad eccezione delle zone montuose.
Si è naturalizzato in Africa meridionale, dov'è considerato invasivo, e piantato comunemente in California, Australia e Europa occidentale, fino alla Scozia meridionale.

## Curiosità

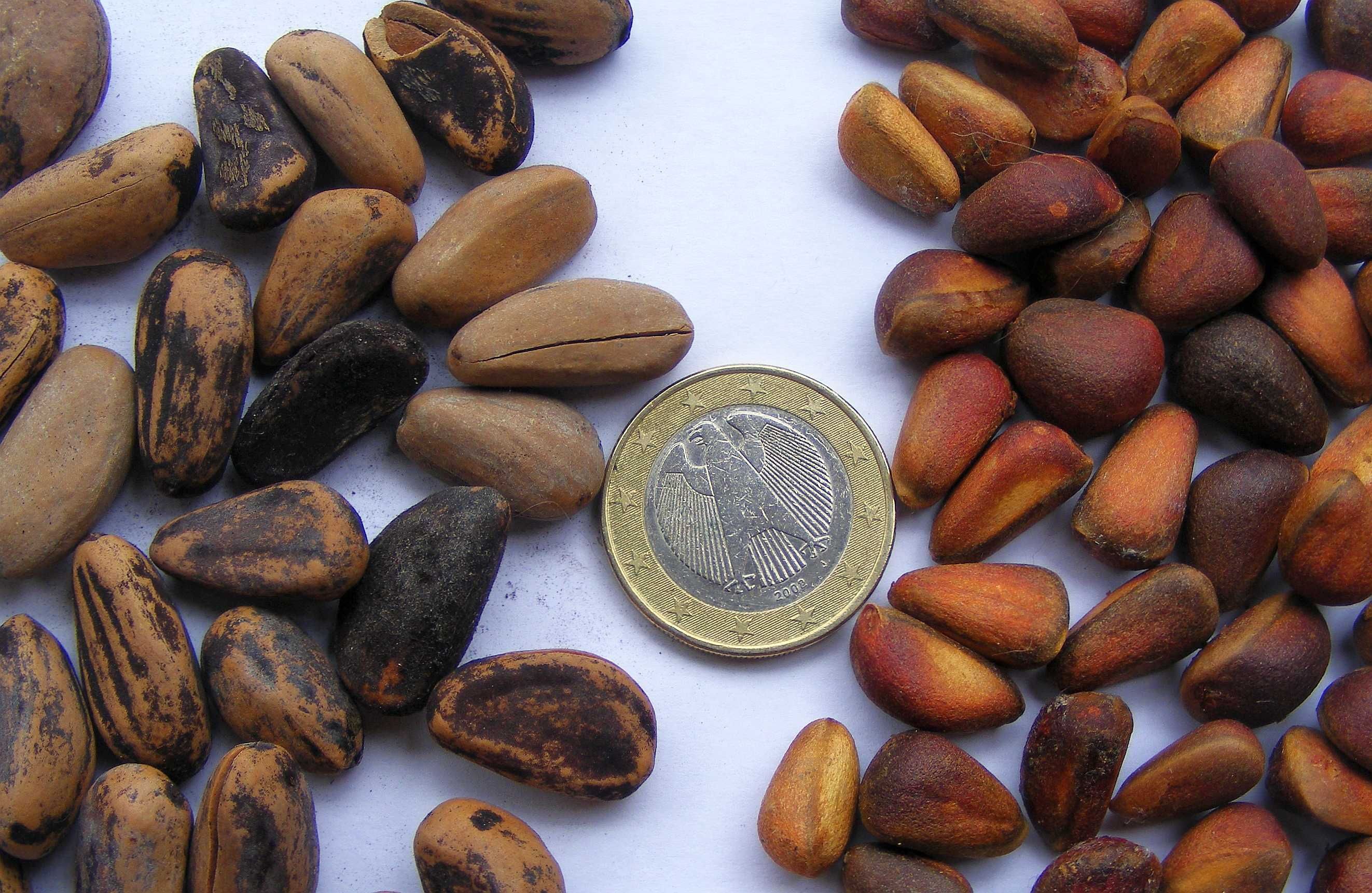
Pinoli di pino cembro (dx) e di pino domestico (sin)

- Un metodo utile per riconoscere giovani esemplari di Pinus pinea da esemplari di Pinus pinaster che appaiono assolutamente uguali, consiste nello "stropicciare" una manciata di foglie aghiformi verdi. Nel caso del pinea, si otterrà un odore simile a quello dei pinoli, mentre il pinaster sprigionerà un odore molto più aspro; inoltre, le due piante hanno un portamento diverso, in quanto i loro rami secondari si biforcano in maniera differente: il pinaster ha una ramificazione ad angolo retto mentre il pinea ad angolo acuto; inoltre, quest'ultimo tende a crescere di meno in altezza. Un'altra differenza è la forma dello strobilo: quello del pinea ha una forma più arrotondata, mentre quello del pinaster è più allungato.
- La selvicoltura delle pinete consiste in diradamenti dopo la piantagione (anticamente la semina) e in tagli di rinnovazione dell'intera parcella giunta a maturità (intorno ai 80-100 anni). Dopo quest'ultimo taglio, detto taglio raso, la parcella viene ripiantata (o riseminata) e ricomincia il ciclo. In questo modo si assicura alle piantine un giusto apporto di luce (il pino domestico è molto eliofilo). Questa pratica in Toscana si attua da metà del XIX secolo. Tuttavia, negli anni '80 del XX secolo si è avuta una interruzione dei tagli rasi programmati, sia per motivi economici che per motivi di conservazione (statica) del paesaggio; la ripresa delle attività selvicolturali negli ultimi venti anni avviene ora in un contesto sociale, economico e ambientale diverso, il che pone nuovi problemi e nuove sfide a proprietari e gestori.
- Quest'albero è stato utilizzato a lungo per i suoi pinoli commestibili, sin dalla preistoria. È diventato anche specie coltivata come pianta ornamentale, oltre che per i semi. Piccoli esemplari vengono cresciuti in grandi piantagioni e usati anche per i bonsai. Pianticelle di un anno, alte 20–30 cm, sono anche usate anche come alberi di Natale da tavolo.
- Per l'alto numero di esemplari in Italia, viene da molti considerato l'albero simbolo del Paese, tanto che negli stati anglosassoni il pino domestico viene denominato "Italian stone pine" e in Francia "Pin d'Italie". È presente negli stemmi di diverse città.